# Rachel Boston
Rachel Elizabeth Boston (Signal Mountain, Chattanooga, Tennessee; 9 de mayo de 1982) es una actriz estadounidense, más conocida por haber interpretado a Beth Mason en la serie American Dreams y a Abigail Chaffee en In Plain Sight. También interpretó a Annabelle Colton en Stop the Wedding.

## Biografía
Tiene dos hermanos, Andrew Boston y Brian Boston, y es vegetariana.
Fue Miss Teen Tennessee y quedó entre los 10 lugares de Miss Teen USA en 1999.
En octubre de 2021 anunció que estaba embarazada por primera vez de su prometido Tolya Ashe.

## Carrera
Rachel es portavoz de los comerciales de "Comcast Cable".
En 2002 se unió al elenco principal de la serie American Dreams, donde interpretó a Elizabeth "Beth" Mason-Pryor hasta el final de la serie en 2005. En 2008 se unió al elenco de la serie The Ex List, donde interpretó a Daphne Bloom. En 2009 interpretó a Alison en la película (500) Days of Summer.
En 2011 se unió al elenco de la serie In Plain Sight, donde dio vida a la detective Abigail Chaffee hasta el final de la serie en 2012. En 2012 apareció en la comedia It's a Disaster, donde interpretó a Lexi Kivel. En 2013 se unió al elenco principal de la serie Witches of East End, donde interpretó a la bruja Ingrid Beauchamp hasta el final de la serie en 2014.

## Filmografía

### Series de televisión
| Año         | Título                   | Personaje            | Notas                                  |
| ----------- | ------------------------ | -------------------- | -------------------------------------- |
| 2001        | The Andy Dick Show       | Tina                 | episodio "Professor Talcum"            |
| 2002 - 2005 | American Dreams          | Beth Mason           | 50 episodios                           |
| 2005        | The Closer               | Jennifer             | episodio "About Face"                  |
| 2005        | Love, Inc.               | Jill                 | episodio "Thick and Thin"              |
| 2006        | Crumbs                   | Alison               | episodio "Maybe I'm Tony Randall"      |
| 2006        | 7th Heaven               | Ms. Margo            | 3 episodios                            |
| 2006        | NCIS                     | Siri Albert          | episodio "Dead and Unburied"           |
| 2006        | The Loop                 | Jenna                | episodio "Jack Air"                    |
| 2006        | Happy Hour               | Shauna               | episodio "Crazy Girls"                 |
| 2007        | Grey's Anatomy           | Rachel               | episodio "Great Expectations"          |
| 2007        | Curb Your Enthusiasm     | Mesera               | episodio "The N Word"                  |
| 2007        | Las Vegas                | Patsy                | episodio "The Glass Is Always Cleaner" |
| 2007        | Rules of Engagement      | Amy                  | episodio "Flirting with Disaster"      |
| 2008        | ER                       | Beth Ackerman        | episodio "Status Quo"                  |
| 2008        | Crossing Jordan          | Geneva Todd          | episodio "Mr. Little and Mr. Big"      |
| 2008 - 2009 | The Ex List              | Daphne Bloom         | 13 episodios                           |
| 2009        | Eastwick                 | Charlene             | episodio "Fleas and Casserole"         |
| 2009        | The Cleaner              | Ruby Geiler          | episodio "Split End"                   |
| 2011        | Mad Love                 | Erin Sinclaire       | 2 episodios                            |
| 2010        | Castle                   | Penny Marchand       | episodio "He's Dead, She's Dead"       |
| 2010        | Scoundrels               | Tanya Leterre        | 3 episodios                            |
| 2010        | Accidentally on Purpose  | Brenda               | episodio "Speed"                       |
| 2011 - 2012 | In Plain Sight           | Det. Abigail Chaffee | 16 episodios                           |
| 2013 - 2014 | Witches of East End      | Ingrid Beauchamp     | 23 episodios                           |
| 2014        | A Ring by Spring         | Caryn Briggs         | Películas Halmark                      |
| 2015        | For Justice              | Lisa                 | Piloto                                 |
| 2015        | A Gift of Miracles       | Darcy                | Películas Harmark                      |
| 2015        | Ice Sculpure Christmas   | Callie               | Películas Harmark                      |
| 2016        | Stop the Wedding         | Annabelle Colton     | Películas Harmark                      |
| 2017        | A Rose for Christmas     | Andy Lindry          | Películas Harmark                      |
| 2018        | The Good Doctor          | Kayla                | Episode: Hubert                        |
| 2018        | A Christmas in Tennessee | Allison Bennet       | Películas Lifeteme                     |

### Cine
| Año  | Título                       | Personaje         | Notas |
| ---- | ---------------------------- | ----------------- | --- |
| 2002 | Smoking Herb                 | Jaquelyn Mason    | junto a Scott Fernstrom, Robert Ray Manning Jr., Katheryn Winnick & James Budig                           |
| 2005 | Peep Show                    | Marsha            | junto a Dov Davidoff, Michael Dempsey, Margaret Easley, Johnny Galecki, Alexandra Holden & Michael Landes |
| 2006 | Inseparable                  | Steph             | junto a Christine Baranski, Rosa Blasi, Coby Ryan McLaughlin & Ed O'Neill                                 |
| 2006 | Fifty Pills                  | Lindsay           | junto a John Hensley, Lou Taylor Pucci, Kristen Bell, Jane Lynch, Diora Baird & Christopher Boyd          |
| 2007 | The News                     | April Tarnoff     | junto a Jay Harrington, Tim Conlon, Barry Bostwick, Julie Gonzalo & Andre Holland                         |
| 2008 | Hackett                      | Audrey            | junto a Donal Logue, Mary Elizabeth Barrett, Ashley Fink & Brandon Haas                                   |
| 2009 | Ghosts of Girlfriends Past   | Deena             | junto a Matthew McConaughey, Jennifer Garner, Michael Douglas, Emma Stone & Daniel Sunjata                |
| 2009 | (500) Days of Summer         | Alison            | junto a Joseph Gordon-Levitt, Zooey Deschanel, Clark Gregg & Matthew Gray Gubler                          |
| 2010 | 10 Years Later               | Kyra Lee          | junto a Jake Hoffman, Kathleen Rose Perkins, Aaron Michael Metchik & Senta Moses                          |
| 2011 | The Pill                     | Mindy             | junto a Noah Bean, Anna Chlumsky, Jean Brassard & S. Lue McWilliams                                       |
| 2011 | Chance of Showers            | Mujer en Amarillo | corto - junto a Robert Glen Keith, Mathew Paul Chounlamontry & Bryan McClure                              |
| 2012 | Coming Home                  | Megan Morgan      | corto - junto a Billy Hume, Ethan Lovell, Andrew Gray McDonnell & Benjamin John Parrillo                  |
| 2012 | Holiday High School Reunion  | Georgia Hunt      | junto a Jonathan Bennett, Jon Prescott, Sunny Mabrey, Julia Voth & Elizabeth Lauren Hoffman               |
| 2012 | It's a Disaster              | Lexi              | junto a Kevin M. Brennan, David Cross, America Ferrera & Jeff Grace                                       |
| 2012 | Blind Turn                   | Samantha Holt     | junto a Jay Dee Walters, John Gabriel, Christian Stokes & George Wilson                                   |
| 2013 | Who the F Is Buddy Applebaum | Janie             | junto a John Asher, Andrew Bowen, Joanna Canton, Dameon Clarke, Rebecca Lowman & David O'Donnell          |
| 2013 | Black Marigolds              | Kate Cole         | junto a Noah Bean, Paul Ben-Victor, Melinda Lee & Greyson Chadwick                                        |
| 2014 | Ring by Spring               | Caryn Briggs      | junto a Ali Liebert, Kirby Morrow, Teach Grant, Crystal Balint & Giles Panton                             |
| 2015 | For Justice                  | Ellie Ashworth    | junto a Aml Ameen, Phylicia Rashad, Anika Noni Rose, Shawn Hatosy & Tim Blake Nelson                      |
| 2015 | A Gift of Miracles           | Darcy             | junto a Jesse Moss, Andrew Airlie, Sarah-Jane Redmond, Rita Moreno & Ecstasia Sanders                     |

### Productora
| Año  | Título                      | Notas                |
| ---- | --------------------------- | -------------------- |
| 2012 | Holiday High School Reunion | productora asociada  |
| 2013 | Black Marigolds             | productora ejecutiva |
| 2014 | Ring by Spring              | productora asociada  |

### Teatro
| Año | Obra                | Personaje | Director (a) | Teatro                        | Notas |
| --- | ------------------- | --------- | ------------ | ----------------------------- | ----- |
| -   | Jakes Women         | Molly     | -            | The Bristol Riverside Theater | -     |
| -   | Measure for Measure | Isabella  | -            | -                             | -     |

## Premios y nominaciones
| Año  | Categoría                                    | Premio                        | Película | Resultado |
| ---- | -------------------------------------------- | ----------------------------- | -------- | --------- |
| 2011 | NY Emerging Talent Award (junto a Noah Bean) | Big Apple Film Festival Award | The Pill | Ganadora  |
| 2011 | Best Actor                                   | Stargazer Award               | The Pill | Ganadora  |
| 2011 | Best Actress                                 | Achievement in Acting Award   | The Pill | Ganadora  |